# 朱兴龙
朱兴龙（？—），男，中华人民共和国外交官，曾任中华人民共和国驻登巴萨总领事，现任中华人民共和国驻哥打基纳巴卢总领事。

## 生平
朱兴龙曾任驻沙特阿拉伯大使馆政务参赞。2020年8月，出任中华人民共和国驻登巴萨总领事。2024年2月，自驻登巴萨总领事离任。2025年6月，出任中华人民共和国驻哥打基纳巴卢总领事。